# Bobby Shuttleworth
Bobby Shuttleworth (Tonawanda, 13 mei 1987) is een Amerikaans voetballer die dienstdoet als doelman. In 2009 tekende hij een contract bij New England Revolution uit de Major League Soccer.

## Clubcarrière
Na enkele seizoenen in de lagere divisies van de Verenigde Staten te hebben gespeeld tekende Shuttleworth op 18 juni 2009 bij New England Revolution. Hij maakte zijn debuut op 12 mei 2010 in een kwalificatiewedstrijd voor de U.S. Open Cup tegen New York Red Bulls. Tegen diezelfde Red Bulls maakte hij op 29 mei 2010 zijn Major League Soccer debuut. Shuttleworth was vier jaar reserve doelman bij de club maar werd in 2013 eerste keuze onder de lat en werd al snel gezien als een van de betere doelmannen in de MLS.